# 提姆·哈福德

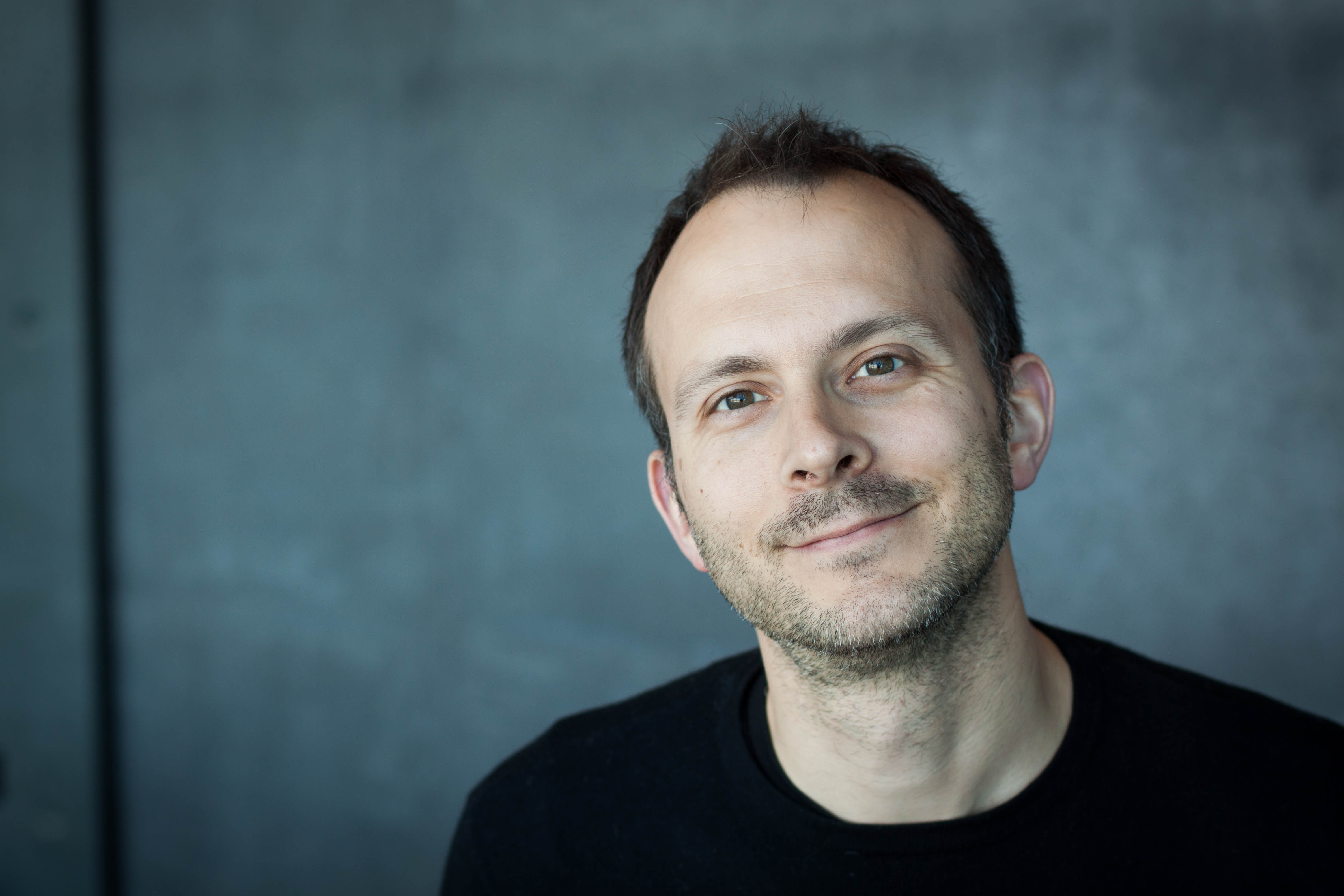

提姆·哈福德（英語：Tim Harford, 1973年—） 是一位英国记者。

## 生平
生于1973年，1998年在牛津大学获得经济学研究型硕士学位。他是金融时报每周一期的专栏"Dear Economist"的撰稿人。Dear Economist栏目主要是用经济学理论的角度来分析读者们提出的个人问题，2003年加入金融时报。现居住于伦敦。

## 出版著作
- The Market for Aid (2005) with Michael Klein
- 提姆·哈福德，《卧底经济学》，中信出版社，北京，2006，ISBN 7508606752